# Svatá Kateřina (Rozvadov)
Svatá Kateřina (v letech 1961–1990 jen Kateřina) je vesnice, část obce Rozvadov v okrese Tachov v Plzeňském kraji. Nachází se asi čtyři kilometry východně od Rozvadova. Svatá Kateřina leží v katastrálním území Svatá Kateřina u Rozvadova o rozloze 11,65 km². V katastrálním území Svatá Kateřina u Rozvadova leží i Milíře.

## Historie
První písemná zmínka o vesnici pochází z roku 1306.

## Obyvatelstvo
| Rok            | 1869 | 1880 | 1890 | 1900 | 1910 | 1921 | 1930 | 1950 | 1961 | 1970 | 1980 | 1991 | 2001 | 2011 | 2021 |
| -------------- | ---- | ---- | ---- | ---- | ---- | ---- | ---- | ---- | ---- | ---- | ---- | ---- | ---- | ---- | ---- |
| Počet obyvatel | 745  | 712  | 712  | 676  | 610  | 685  | 557  | 243  | 189  | 92   | 64   | 36   | 42   | 81   | 67   |
| Počet domů     | 79   | 88   | 85   | 93   | 86   | 86   | 93   | 104  | 104  | 26   | 17   | 21   | 20   | 23   | 24   |

## Obecní správa
Při sčítání lidu v letech 1850–1959 Svatá Kateřina byla samostatnou obcí v okrese Tachov. Od roku 1960 je částí obce Rozvadov v okrese Tachov. V letech 1850–1959 k obci patřily Milíře.

## Pamětihodnosti
- Kostel svaté Kateřiny
- Dům čp. 5
- Sýpka u zámku